# Ludi Apollinares

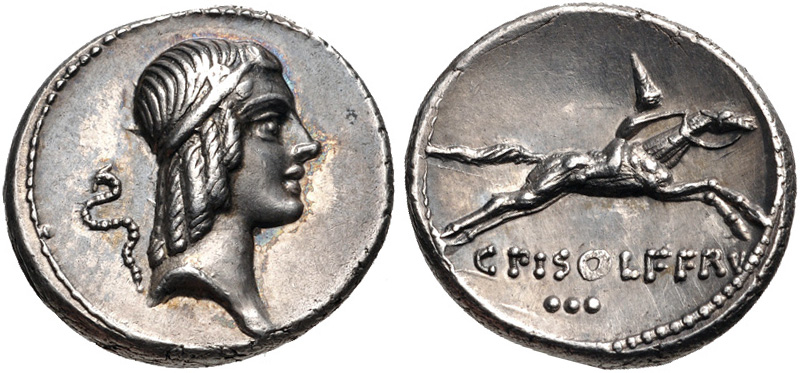
Denar bătut de Gaius Calpurnius Piso Frugi în anul 67 î.Hr., înfățișând pe avers capul lui Apollo și un desultor pe revers. Ambele fețe ale monedei se referă la Ludi Apollinares.

Ludi Apollinares sau jocurile apolinare erau jocuri romane (ludi) organizate anual în onoarea zeului Apollo. Conform tradiției, atunci când au fost sărbătorite pentru prima dată, romanii au fost brusc invadați de inamic și obligați să ia armele. Un nor de săgeți a căzut asupra dușmanilor, iar romanii s-au întors învingători la sporturile lor.

## Primeleludi
Jocurile au fost create după analizarea unei colecții de profeții, Carmina Marciana . Marcius a fost unul dintre clarvăzătorii (vates) care au prezis dezastrul de la Cannae (înfrângerea romanilor de către Hannibal).  Jocurile au fost organizate în conformitate cu Oracolele lui Marcius. 
Profețiile spuneau că romanii ar trebui să folosească ritualul grecesc care le onora pe Diana și Latona și că aceștia ar trebui să contribuie mai mult la costurile jocurilor, în funcție de posibilitatea financiară a fiecăruia. Au fost consultate și Cărțile Sibiline, care au confirmat această profeție.   Acest întâmplare s-a petrecut în apogeul celui de-al doilea război punic, când Hannibal invada nordul Italiei. Ca și în alte vremuri, jocurile au fost folosite pentru a atenua temerile publicului și a le distrage atenția de la invazia lui Hannibal. 
Jocurile s-au desfășurat în Circus Maximus, fiind organizate jocuri ecvestre precum și spectacole scenice, inclusiv praetextae, o categorie de teatru roman.  Ennius (239–169 î.Hr.) l-a pus pe Thyestes să cânte ca parte a acestui festival în 169 î.Hr.   Ludi Apollinares au primit mai puține finanțări de la guvernul roman decât alte jocuri/festivaluri precum Ludi Romani sau Ludi Plebeii, deoarece erau mai scurte și aveau doar o singură zi de curse. 

## Cum au devenit jocuri anuale
Ludi Apollinares au fost organizate pentru prima dată în 212 î.Hr., în timpul pretoratului lui C. Sulla.  Inițial a fost făcut un jurământ să fie ținute o singură dată.  Există unele discuții cu privire la cine le-a făcut oficial jocuri anuale.
O versiune a evenimentelor propune că L. Varus (pretor urbanus la acea vreme), a reînnoit acel jurământ și le-a sărbătorit din nou în 210 î.Hr.  Ludi Apollinares au fost făcute festival anual printr-o lege în 208 î.Hr. de către L. Varus, care ocupa atunci poziția de curule aedile .  O ciumă severă din 208 î.Hr. este posibil să fi determinat Senatul să le facă jocuri permanente în onoarea lui Apollo (care era considerat zeul vindecării).  Din acea zi, ele au fost sărbătorite pe 13 iulie și în cele din urmă au ajuns să țină până la 8 sau 9 zile.  
Cu toate acestea, potrivit lui Titus Livius, jocurile au început să aibă loc permanent datorită lui Gaius Calpurnius Piso⁠(d) (pretor din 211 î.e.n.), care le-a atribuit dies status, nu lui L. Varus. 
„Jocurile lui Apollo fuseseră desfășurate în anul precedent și când problema repetării lor în anul următor a fost prezentată de pretorul Calpurnius, senatul a adoptat un decret conform căruia ele trebuie respectate pentru totdeauna”. 
El continuă: „...Aceasta este originea jocurilor apolinare, care au fost instituite pentru cauza victoriei și nu, așa cum se crede în general, în interesul sănătății publice.” 